# النا تورکن
النا تورکن (انگلیسی: Elena Turcan؛ زادهٔ ۱۱ ژوئن ۱۹۷۵) بازیکن فوتبال اهل مولداوی است.
وی همچنین در تیم ملی فوتبال Moldova بازی کرده‌است.